# 鶴崎市
鶴崎市（つるさきし）は、かつて大分県にあった市である。
1963年（昭和38年）3月10日、大分市並びに大分郡及び北海部郡内の4町村と合併（新設合併）し、新たに大分市となって消滅した。この合併は臨海部の鶴崎市等を併せて行財政基盤を強化し新産業都市の指定を受けることが目的であった。現在の大分市鶴崎地区にあたり、鶴崎支所が置かれている。また、「鶴崎」は大字ならびに町として名を残している（大字鶴崎・北鶴崎・中鶴崎など）。

## 歴史
- 1954年（昭和29年）3月31日 - 鶴崎町・松岡村・高田村・明治村・川添村が合併して鶴崎市が発足。
- 1954年（昭和29年）4月1日 - 市章を制定[2]。
- 1963年（昭和38年）3月10日 - 鶴崎市が大分市・大分町・大南町・大在村・坂ノ市町と合併（新設合併）し、新たに大分市となり消滅。

## 行政

### 歴代市長
| 代 | 氏名     | 就任                     | 退任                     | 備考             |
| -- | -------- | ------------------------ | ------------------------ | ---------------- |
| 1  | 佐藤常雄 | 1954年（昭和29年）5月6日 | 1958年（昭和33年）5月    |                  |
| 2  | 下郡平治 | 1958年（昭和33年）5月    | 1963年（昭和38年）3月9日 | 旧明治村長、廃止 |

## 交通
※消滅直前のデータ

### 鉄道
- 日本国有鉄道（国鉄）
  - 日豊本線：鶴崎駅